# Montbert
Montbert (bretonisch: Monteverzh; Gallo: Montebèrt) ist eine französische Gemeinde mit 3346 Einwohnern (Stand: 1. Januar 2022) im Département Loire-Atlantique in der Region Pays de la Loire; sie gehört zum Arrondissement Nantes und zum Kanton Saint-Philbert-de-Grand-Lieu.
Die Einwohner werden Montbertains und Montbertaines genannt.

## Geographie
Die Gemeinde Montbert liegt am Ognon an der Grenze zum Département Vendée, etwa 21 Kilometer südsüdöstlich von Nantes.
Durch den östlichen Teil der Gemeinde verläuft die Autoroute A83. Das Gemeindegebiet gehört zum Weinbaugebiet Gros Plant du Pays Nantais, in dem auch Muscadet produziert wird.

### Nachbargemeinden
Umgeben ist Montbert von den Nachbargemeinden Le Bignon im Nordwesten und Norden, Château-Thébaud im Nordosten, Aigrefeuille-sur-Maine im Osten, La Planche im Südosten und Süden, Saint-Philbert-de-Bouaine im Süden und Südwesten sowie Geneston im Westen. 

## Geschichte
Bis 1954 war Montbert Teil der Gemeinde Geneston.

### Bevölkerungsentwicklung
| Jahr                       | 1962 | 1968 | 1975 | 1982 | 1990 | 1999 | 2006 | 2013 | 2022 |
| Einwohner                  | 1585 | 1614 | 1734 | 2249 | 2246 | 2293 | 2803 | 2987 | 3346 |
| Quellen: Cassini und INSEE |      |      |      |      |      |      |      |      |      |

## Sehenswürdigkeiten
- Kirche Notre-Dame de l’Assomption, erbaut zwischen 1870 und 1873

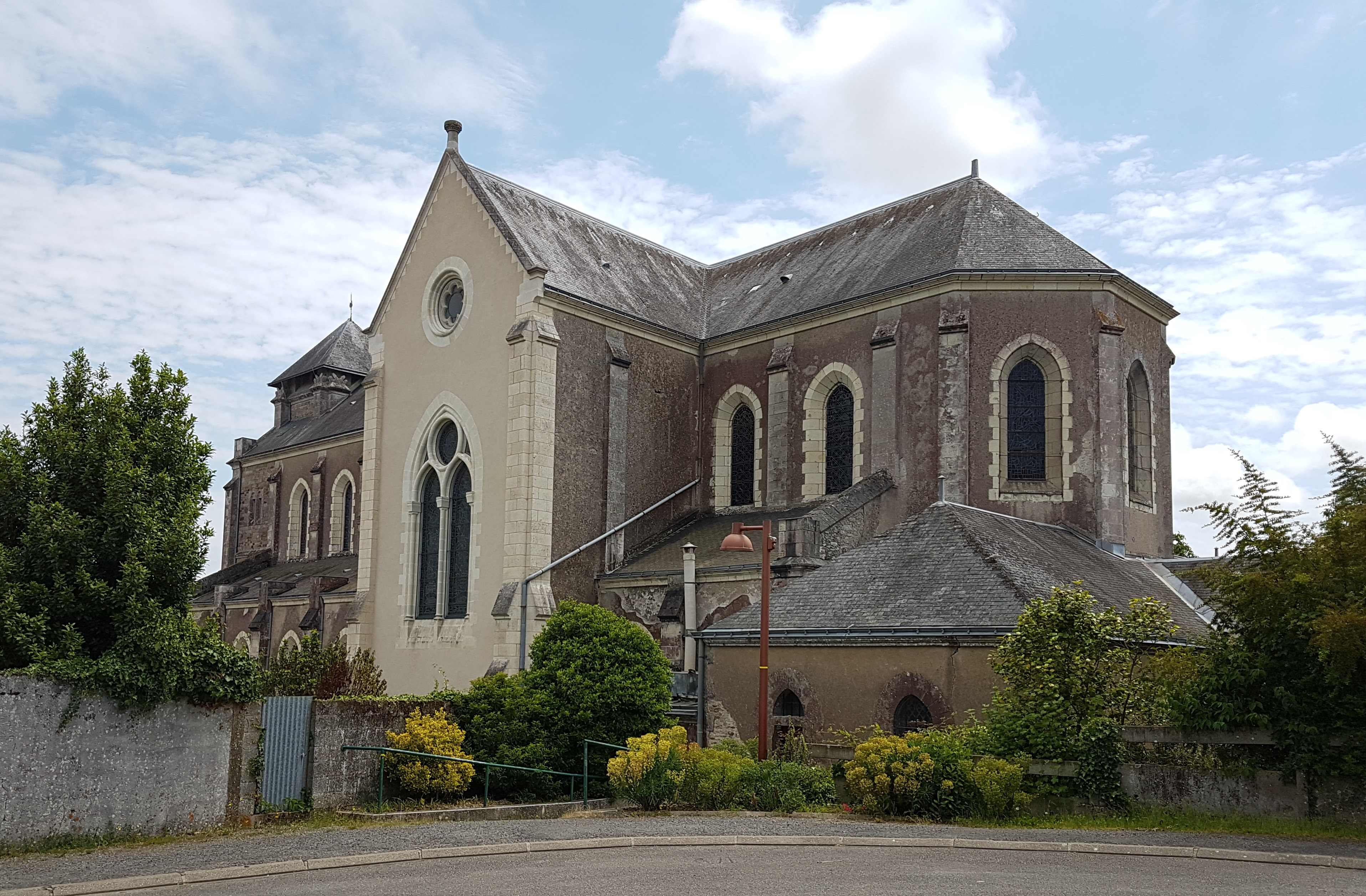
Kirche Notre-Dame de l’Assomption

- Schloss La Brenière, erbaut 1656
- Schloss Les Ridelières
- Herrenhaus Bellencour
- Zwei Wassertürme